# Quod Siculis placuit, sola Sperlinga negavit
Quod Siculis placuit, sola Sperlinga negavit (in lingua italiana quello che fu stabilito dai siciliani, fu disatteso solo da Sperlinga) è un'espressione latina che si legge su un portale del castello di Sperlinga, incisa nel XVII secolo dal principe di Sperlinga Giovanni Natoli, ed usata spesso, anche al di fuori del suo contesto originario, per indicare un comportamento isolato che si discosta da quello  condiviso da tutti gli altri.
Il riferimento è a un episodio della guerra del Vespro quando i siciliani  si ribellarono alla dominazione angioina e decisero l'uccisione di tutti i francesi. Solamente a Sperlinga un gruppo di soldati angioini riuscì a resistere per lungo tempo, aiutato dai soccorsi della popolazione.
Gli storici considerarono non attendibile  tale avvenimento, fino a che Michele Amari trovò la relativa documentazione negli archivi di Napoli relativi al regno degli Aragonesi. Amari riuscì a trovare dei documenti che confermano la presenza di soldati angioini all'interno del castello di Sperlinga tanto che in un documento di Carlo d'Angiò, datato 27 settembre 1283, viene messo in evidenzia che i soldati angioini presenti al Castello di Sperlinga arrivarono sani e salvi fino in Calabria e vennero premiati con la concessione di alcuni poderetti.
(Michele Amari)
Si suppone che sia stato Giovanni Forti Natoli a fare incidere nella roccia, quando entrò in possesso del Castello di Sperlinga, questa scritta postuma.

Un accenno all'avvenimento lo si trova anche nella Gerusalemme Conquistata (libro I, 70) del Tasso: